# Belagerung von Fellin
Narva I – Dorpat – Ringen – Tirsen – Ermes – Fellin – Sewerien – Newel – Polozk – Ula I – Oserischtsche – Ula II – Reval I – Weißenstein – Lode – Wesenberg – Reval II – Wenden – Polozk – Sokol – Narva II – Tschernigow – Welikije Luki – Toropez – Nastasjino – Sawolotschje – Padis – Schklow – Narva III – Radziwill-Feldzug – Pskow – Ljalizy – Oreschek
Die Belagerung von Fellin war ein Ereignis des Livländischen Kriegs im Jahr 1560. Die Ordensburg Fellin (heute in Viljandi, Estland) war eine der stärksten Festungen der Livländischen Konföderation und der Sitz des Landmeisters Johann Wilhelm von Fürstenberg. Die Russen belagerten die Festung drei Wochen lang und zwangen sie zur Kapitulation.
Nach dem Beginn des Livländischen Krieges 1558 konnten die Russen den Osten Livlands inklusive Narva und Dorpat erobern. Die Livländische Konföderation befand sich in einem Zerfallsprozess, viele Ordensritter wanderten aus. Die verbliebenen Verteidiger verschanzten sich nach der Niederlage in der Schlacht bei Ermes in Fellin unter dem Kommando von Fürstenberg. Fürstenberg wollte den Staatsschatz und die teure Feldartillerie nach Hapsal evakuieren, doch ein russischer Verband unter Leitung von Fürst Andrei Kurbski blockte die Verbindungswege.
Die Belagerung von Fellin dauerte drei Wochen und wurde von Fürst Iwan Mstislawski geleitet. Die Russen setzten Fellin einem intensiven Artilleriebeschuss aus. Im Verlauf der Belagerung unternahmen einzelne russische Verbände Feldzüge in die Umgebung von Wenden und Riga. Nachdem die Burgmauern kaputtgeschossen wurden, haben Fürstenbergs Söldner die Burg übergeben. Er wurde zum prominentesten livländischen Gefangenen Iwans des Schrecklichen.
Nach der Einnahme Fellins gingen die Russen zur Belagerung von Weißenstein über. Währenddessen unterstellten sich die Bürger Revals (Tallins) dem schwedischen König Erik XIV.